# 桜井規矩之左右
桜井 規矩之左右（さくらゐ きくのすけ、嘉永元年6月6日（1848年7月6日） - 大正元年（1912年）11月27日）は、日本の武士、大日本帝国海軍の軍人。海軍兵学校3期。最終階級は海軍少将。海軍砲術学校長、巡洋艦「比叡」「松島」「千歳」「橋立」の艦長を歴任。

## 略歴
嘉永元年（1848年）下総国佐倉藩佐倉城下に生まれる。15歳で佐倉藩藩校「成徳館」（現在の千葉県立佐倉高等学校の前身）に入り、経書詩文を学ぶ。卒業後、佐倉藩士をへて、明治4年（1871年）海軍に入り、明治20年（1887年）少佐。日清戦争では比叡艦長として、特に黄海海戦で功績を残した。その後、松島、千歳、橋立の艦長を歴任し、明治33年（1900年）海軍砲術練習所長。明治34年（1901年）後備役となった。大正元年（1912年）、64歳で没。

## 年譜
- 嘉永元年（1848年）6月6日 - 生
- 明治4年（1871年）8月2日 - 海兵入寮
- 明治6年（1873年）3月12日 - 「筑波」乗組 
  - 7月26日 - 帰寮
- 明治7年（1874年）11月19日 - 「筑波」乗組 
  - 12月29日 - 帰寮
- 明治8年（1875年）4月22日 - 「筑波」乗組
- 明治9年（1876年）9月6日 - 海軍少尉補 、海兵通学
- 明治10年（1877年）2月17日 - 「日進」乗組 
  - 11月10日 - 東海水兵本営在勤
- 明治11年（1878年）5月16日 - 「扶桑」乗組 
  - 7月9日 - 海軍少尉
- 明治13年（1880年）8月12日 - 海軍中尉
- 明治14年（1881年）11月19日 - 海兵学術卒
- 明治16年（1883年）11月5日 - 海軍大尉
- 明治17年（1884年）1月23日 - 海兵監事 
  - 2月25日 - 軍事部出勤（二課）
- 明治19年（1886年）1月29日 - 艦政局運輸課僚／軍事部勤務 
  - 3月5日 - 艦政局海運課僚／軍事部勤務
  - 3月15日 - 軍事部勤務
  - 3月22日 - 参本海軍部第二局課員
- 明治20年（1887年）12月24日 - 海軍少佐
- 明治21年（1888年）5月14日 - 横須賀鎮守府参謀
- 明治22年（1889年）3月9日 - 呉鎮守府参謀
- 明治24年（1891年）7月23日 -  「金剛」副長
- 明治25年（1892年）6月3日 - 「干珠」艦長
- 明治26年（1893年）5月20日 - 「海門」艦長心得
- 明治27年（1894年）6月8日 - 「比叡」艦長心得 
  - 12月7日 - 海軍大佐、「比叡」艦長
- 明治28年（1895年）9月28日 - 横鎮参謀長

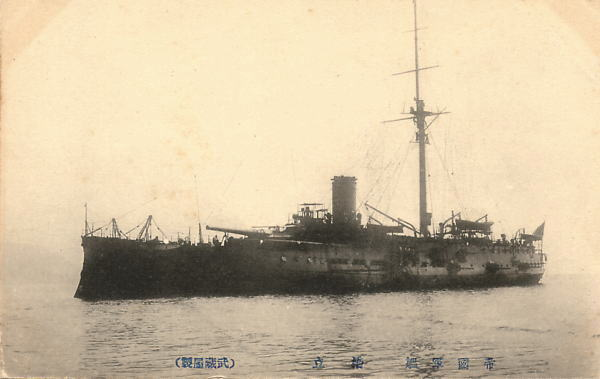
最後に艦長を務めた巡洋艦「橋立」

- 明治30年（1897年）12月7日 - 「松島」艦長
- 明治31年（1898年）3月1日 - 「千歳」回航委員長（米国出張） 
  - 10月27日 - 「千歳」艦長
- 明治32年（1899年）4月20日 - 帰着 
  - 5月1日 - 「橋立」艦長
  - 5月24日 - 待命
- 明治33年（1900年）11月1日 - 砲術練習所長
- 明治34年（1901年）6月1日 - 待命 
  - 7月1日 - 海軍少将
- 明治39年（1906年）7月1日 - 退役
- 大正元年（1912年）11月27日 - 歿 （64歳）

## 栄典・授章・授賞
- 1880年（明治13年）
  - 3月10日 - 正八位[1]
  - 10月11日 - 従七位[1]
- 1883年（明治16年）12月25日 - 正七位[1][2]
- 1890年（明治23年）1月17日 - 従六位[1][3]
- 1894年（明治27年）12月28日 - 正六位[1][4]
- 1898年（明治31年）3月8日 - 従五位[1][5]
- 1901年（明治34年）7月20日 - 正五位[1][6]

勲章等
- 1889年（明治22年）11月22日 - 勲六等瑞宝章[1][7]
- 1894年（明治27年）11月24日 - 勲五等瑞宝章[1][8]
- 1895年（明治28年）
  - 9月27日 - 功四級金鵄勲章・双光旭日章[1][9]
  - 11月18日 - 明治二十七八年従軍記章[1][10]
- 1912年（大正元年）11月27日 - 勲四等旭日小綬章[11]

## 親族
- 妹 奥宮雛（奥宮衛海軍少将の妻）[12]

## 関連文献
- 『坂の上の雲』司馬遼太郎著
- 『日露戦争物語』第15～16巻・ビッグ・コミックス・江川達也著 小学館 2005年5月出版 ISBN 9784091872265 (4091872263)
- 『日清海陸将校列伝　附・写真版肖像』中利通著　大倉書店　明治27年
- 『英雄の快擧』宮崎一雨著　弘文堂書店 大正2年